# 武士の家計簿 「加賀藩御算用者」の幕末維新
『武士の家計簿 「加賀藩御算用者」の幕末維新』（ぶしのかけいぼ 「かがはんごさんようもの」のばくまついしん）は、2003年（平成15年）に新潮新書で発刊された歴史学者磯田道史の著書。一般向けの教養書で、ドキュメンタリー的なノンフィクションであるが、2010年（平成22年）にこれを原作として映画『武士の家計簿』が製作されている。
2010年9月時点で20万部を売り上げた。

## 内容
加賀藩の下級藩士で御算用者（会計処理の役人）を務めた猪山（いのやま）家に残された、約37年間の入払帳や書簡をもとに猪山直之（なおゆき、御算用者、御次執筆役として活躍し、家禄を100石から180石に増やす出世を遂げる）、成之（なりゆき、御算用者から、明治維新後は海軍主計官となる）父子の家庭の日常生活や武士階層の風習を分析している。磯田は2001年（平成13年）に神田神保町の古書店でこれらの文書を入手したが、その経緯が「はしがき」に記されている。
1842年（天保13年）、借財が大きくなった直参ながら下っ端とされた猪山家（当主・直之、父・信之（のぶゆき））が借金整理を決意し、家財を売り払い収入、支払いを記載する入払帳がつけられることとなった。仔細に書き残された収入、支出の項目から武士の暮らし、習俗、とくに武士身分であることによって生じる祝儀交際費などの「身分費用」に関する項目や、江戸末期の藩の統治システムが実証的、具体的に描かれている。
本書の後半では、猪山成之の数奇な足跡もたどっている。代々の家職で事務処理と計算に優れた成之は、平時の会計事務にとどまらず、（その延長で）兵站事務にも才能を発揮し、加賀藩の京都禁蕨闕守衛諸隊の兵站を仕切った。加賀藩が新政府方に入ると、大村益次郎のもとで軍務官会計方にヘッドハンティングされ、新政府軍の財政を支えた。大村が1869年（明治2年）に暗殺された後は、兵部省会計少佑海軍掛を経て大日本帝国海軍の主計官となり、海軍主計大監（大佐相当官）まで昇進して、呉鎮守府会計監督部長を最後に、1893年（明治26年）に予備役となっている。

## 書誌情報
- 磯田道史 『武士の家計簿 「加賀藩御算用者」の幕末維新』（新潮新書、2003年）ISBN 978-4-10-610005-5

## 関連書籍
- 石崎建治 『猪山直之日記 加賀藩御算用者』（時鐘舎新書、北國新聞社出版局、2010年） ISBN 978-4-83-301771-8

## 映画
『武士の家計簿』のタイトルで時代劇映画化され、2010年に公開された。配給元は松竹とアスミック・エース。監督は森田芳光。
加賀藩の「御算用者」を担っていた猪山家。その8代目・猪山直之のもと、膨大に膨れ上がった猪山家の借金返済に一家を挙げて奔走する姿と彼らの家族模様、そして藩内の政争や幕末維新の動乱に否応なく巻き込まれながらもそれを乗り越えてゆく直之と息子・成之や家族の姿を描く。原著で描かれている猪山家の歴史そのままでなく、多少の脚色がなされている。
石川県金沢市や滋賀県近江八幡市などで撮影が行われた。舞台となった石川県では2010年11月27日に県内の6映画館で先行上映が行われた。
「サムライ・シネマキャンペーン」と題し、『十三人の刺客』『桜田門外ノ変』『雷桜』『最後の忠臣蔵』と併せて、2010年公開の時代劇映画5作共同のキャンペーンも行われた。
カナダ・モントリオールで開催された第34回モントリオール世界映画祭において上映が行われた。また、第23回東京国際映画祭の特別作品として上映。
石川県の6劇場での先行公開は全回満席となる好評ぶりで、2010年11月27、28日初日2日間で興収1,101万1,800円、動員は1万181人となり、映画観客動員ランキング（興行通信社調べ）は先行公開のみで初登場第11位となり、更に12月4、5日の全国239スクリーンでの一般公開では、2日間で興収1億4,783万1,600円、動員は13万1,223人になり映画観客動員ランキング第4位となっている。また、ぴあ初日満足度ランキング（ぴあ映画生活調べ）では第3位を獲得。2012年1月発表の興行収入は15億円。
金沢市の北國新聞交流ホールで「武士の家計簿展」が公開日前日の2010年11月26日から12月23日まで開催され、映画で使用された猪山家のセットや、原作者の磯田道史が所有する猪山家の家計簿などが公開された。

### 登場人物

#### 猪山家
猪山直之 - 堺雅人
加賀藩御算用者猪山家8代目。初登場の時は御算用方見習い、後に御算用方となって天才的な算盤遣いを揶揄されて同僚からは「算盤馬鹿」と呼ばれる。父と共に御蔵米勘定役を勤めた際、蔵米を巡る藩の不正を上司に訴えるが揉み潰され、婚姻直後に能登輪島への転任を命じられる。しかし、直後に起きた一揆（安政の泣き一揆）により不正が発覚、藩の目付が御算用方に手入れに入り、不正に関わった藩士が処罰されるに至る。後に重臣の奥村に唯一不正を暴いた功績が認められて、藩主前田斉泰の側仕え（御次執筆役）に抜擢される。
しかし、次は猪山家の家計が火の車であることを知ると、嫡男の成之の4歳を祝う宴に出す鯛を、紙に鯛の絵を書いた睨み鯛ですませ、不満を漏らす両親に借用書を叩きつけて説得する。家財道具を質入れすることで質素倹約に努め、猪山家を立て直すことに成功する。また、成之に対しても厳しく教育し、算盤が扱えるようになると家計簿の記入を任せるなど、将来御算用者として恥ずかしくないように育てていくが、父の死を境に互いの考え方が対立するようになり、成之が新藩主前田慶寧に重用されると疎遠になっていく。
明治10年に軍人となった成之と再会した時はすでに病に侵されており、満足に歩けない状態であった。最後は成之に背負われ、昔話をしながら川べりを歩き城が見たいと言い、負ぶわれたまま向かう。1878年（明治11年）歿。
猪山駒 - 仲間由紀恵
直之の妻。御算用方として務める直之と結婚し、当初は台所場にも姿を見せるが、その姿を義母の常に諭され、猪山家のやり方を教え込まれる。しかし、そのツケが家計を火の車にしてしまっており、直之に現状を知らせる。夫婦で猪山家の立て直しを図る一方で母としての顔も見せ、夫が我が子に対して厳しく当たった際は強く非難する。1897年（明治30年）歿。
猪山成之 - 伊藤祐輝（幼少時：猪山直吉 - 大八木凱斗）
直之の嫡男。元服後、御算用方として出仕するが、父の生き方に反発し、西洋式陸軍の調練に進む道を見出だす。藩主斉泰に重用されて禁門の変にも出陣するが、退却後の斉泰の厳しい処分を巡って父と対立し、徐々に疎遠となっていく。鳥羽・伏見の戦いの後、官軍・長州（正確には周防）の大村益次郎に抜擢されてその配下で働く。明治10年に手紙を受け取り、父の病状が思わしくないことを知ると加賀に里帰りをし、父との再会を果たす。1920年（大正9年）歿。
映画は、海軍主計大監となった成之の回想で始まり、終わる。
猪山春 - 桂木悠希
直之の妹。
猪山熊 - 濱田帆乃果
直之の子で、成之の妹。父が家財を売り払い、借金を大幅に返済していた当日に生まれる。
猪山綱太郎 - 林素矢
成之の子。父の後を追い、海軍に入る。
猪山政 - 藤井美菜（竹中政：荒田悠良）
成之の妻。直之の姪。
猪山常 - 松坂慶子（特別出演）
直之の母。キセルで煙草を吸い、友禅に凝っており、嫁いできた駒にも友禅を勧めたりして家計を圧迫させている。家財道具を質入れする際は、直之が元服した際に着た着物を手放したくないと泣いて訴える。後に病に伏せると、直之の指示で駒が着物を買い戻し、寝ている布団の上に広げてみせる。その直後に病歿。
おばばさま - 草笛光子
直之の祖母。算盤や文学などに精通している。四文をなくしてガッカリしている成之に「鶴と亀が合わせて百います。足の数は全部で二百七十二本。鶴は何羽、亀は何匹いるかな。お前の父はこれを五歳で解いたぞ。」とお題を出す。婿養子の信之が病歿した後、成之がお題の答えを告げに行き、倒れているのを見つける。
猪山信之 - 中村雅俊
直之の父。猪山家7代目で婿養子。かつて藩主斉泰の正室・溶姫の婚礼の準備役を命ぜられたことがあり、江戸屋敷の門の外側のみ赤く塗る節約手法を見出したことを常々自慢話としている。その時の功績により、猪山家当主で初めて知行地を得ており、また直之が御次執筆役に出世すると御算用頭に昇進する。しかし、直後に猪山家の家計が火の車だと直之に指摘され、趣味で収集した陶器の多くを手放す羽目となる。後に孫の成之を背負って川べりを夜、散策し月齢の説明をしているときに、心の臓の病を得て病歿する。

#### その他
西永与三八 - 西村雅彦
駒の父。町同心で直之の剣術の師。子煩悩であり、幼き頃の成之の相談に乗ったり、一緒に釣りに出かけたりする。鳥羽・伏見の戦い後、退却中に成之が失踪したことを猪山家に知らせる。
大村益次郎 - 嶋田久作
明治新政府軍の司令官。成之を新政府軍の会計方に迎える。1869年（明治2年）、浪士によって暗殺される。
前田斉泰 - 山中崇
第12代加賀藩主。
前田慶寧 - 井手浩一朗
最後の（第13代）加賀藩主。成之の御算用方としての腕を見込んで抜擢する。
奥村丹後守栄実 - 宮川一朗太
加賀藩の重臣。直之が藩の不正を暴いたことを記した調書を読んで、目付の調べと同じであることに驚き、藩主斉泰に御次執筆役として登用するよう進言する。
安部忠継 - 小木茂光
加賀藩の役人。
重永 - 茂山千五郎
加賀藩の御算用奉行。直之が何の権限も無いのに蔵米を調べたことに激怒して、能登輪島への転任を言い渡す。しかし、直後の不正発覚で切腹となる。
合田源治郎 - ヨシダ朝
加賀藩御算用頭。信之・直之の上司。直之より直接藩の不正を伝えられて揉み消すも、最後は責任を追わされて御簡略屋敷送りとなる。妻が病で臥せっているという。
その他
- 青山 - 佐藤恒治
- 与七 - 伊藤洋三郎
- 竹中権太夫 - 田村ツトム
- 為吉 - 柴田裕司
- お菊 - 金子珠美
- 川崎 - 多賀勝一
- 唐田 - 野間口徹
- 産婆 - 小林トシ江
- 三徳屋 - 魁三太郎
- 桜井屋 - 瀬川菊之丞
- 新保屋 - 谷口高史
- 大山 - 橋本一郎
- 侍大将 - 鍛治田務
- 侍大将 - 平八郎
- 侍大将 - 河田康雄
- 農民 - 東田達夫
- 農民 - 麻生裕介
- 加藤 - 楠年明
- 友禅流しの女 - 坂本真衣
- 庄屋 - 平井靖
- 役人 - 立川貴博
- 海軍新兵 - 荒木悠司（ノンクレジット）

### スタッフ
- 監督 - 森田芳光
- 脚本 - 柏田道夫
- 音楽 - 大島ミチル
- 主題歌（イメージソング） - Manami「遠い記憶」
- 撮影 - 沖村志宏
- 照明 - 渡辺三雄
- 録音 - 橋本文雄
- 編集 - 川島章正
- 美術 - 近藤成之
- 殺陣 - 中瀬博文
- 題字 - 村田清雪
- 算盤考証 - 吉田政美
- 軍事教練指導 - 伊藤清（元海上自衛官）
- ロケ協力 - 石川県、金沢市、金沢コンベンションビューロー、金沢フィルムコミッション、兼六園　滋賀県、滋賀ロケーションオフィスほか
- プロデューサー - 元持昌之
- アソシエイトプロデューサー - 岩城レイ子、三沢和子
- コ・アソシエイトプロデューサー - 真壁佳子、池田史嗣
- エグゼクティブプロデューサー - 原正人、飛田秀一、豊島雅郎、野田助嗣
- 制作プロダクション - エース・プロダクション
- 制作協力 - 松竹京都撮影所
- 企画協力 - 新潮社
- 『武士の家計簿』製作委員会 - アスミック・エース、松竹、北國新聞社、電通、ティー ワイ リミテッド、Yahoo! JAPAN、テレビ朝日、衛星劇場、住友商事、金沢経済同友会
- 配給 - アスミック・エース、松竹

### 撮影地
- 八幡堀と周辺（近江八幡市八幡伝統的建造物群保存地区）

### 関連商品
書籍
- 映画『武士の家計簿』で巡る百万石の金沢 - 時鐘舎（北國新聞社出版局、2010年10月）ISBN 978-4-83-301765-7

商品
- 加賀御膳（弁当）、ぶり照焼き幕の内弁当、武士の家計簿おむすびセット - ファミリーマート（2010年12月7日から北陸3県で限定発売）